# Ramanella
Ramanella é um gênero de anfíbios da família Microhylidae.
As seguintes espécies são reconhecidas:
- Ramanella anamalaiensis Rao, 1937
- Ramanella minor Rao, 1937
- Ramanella montana (Jerdon, 1854)
- Ramanella mormorata Rao, 1937
- Ramanella nagaoi Manamendra-Arachchi & Pethiyagoda, 2001
- Ramanella obscura (Günther, 1864)
- Ramanella palmata Parker, 1934
- Ramanella triangularis (Günther, 1876)
- Ramanella variegata (Stoliczka, 1872)